# Вішванат Пратап Сінґх
Вішванат Пратап Сінґх (гінді विश्वनाथ प्रताप सिंह; 25 червня 1931 — 27 листопада 2008) — індійський державний та політичний діяч, міністр закордонних справ і прем'єр-міністр країни у 1989—1990 роках.

## Життєпис
Вивчав право в університетах Пуне й Аллахабада. У 1969-1971 та 1980-1983 роках був депутатом законодавчих зборів штату Уттар-Прадеш. Від 1971 до 1977 року був членом Лок Сабхи, у 1983-1985 — членом Радж'я Сабхи. У 1976-1977 роках обіймав посаду міністра торгівлі.
У 1980—1982 роках був головним міністром штату Уттар-Прадеш.
1984 року отримав пост міністра фінансів. На тому посту винайняв американське детективне агентство з метою проведення розслідування факту наявності незаконних фінансових активів в іноземних банках у низки відомих індійських політиків, деякі з яких були близькими до прем'єр-міністра Раджива Ганді. Те розслідування спричинило невдоволення Ганді, й у січні 1987 року Сінґх був переведений на пост міністра оборони, який займав лише до квітня того ж року. Усунення від посади міністра оборони була пов'язана з черговим антикорупційним розслідуванням, що він його розпочав. Того разу йшлося про хабарі, сплачені високопоставленим індійським політикам під час закупівлі індійським флотом західнонімецьких підводних човнів.
У липні 1987 року був виключений з лав ІНК. Популярність Сінґха як політика значно зросла після його відставки і створення союзу центристських опозиційних партій під назвою Національного Фронту. Після загальних виборів у грудні 1989 року Сінґх зміг сформувати коаліційний уряд. Однак внутрішні конфлікти в коаліції призвели до швидкого падіння уряду Сінґха, якому індійський парламент висловив вотум недовіри 7 листопада 1990 року.